# Паризат
Паризат (Париджат, Parijat, непальск. पारिजात; наст. имя: Бишну Кумари Вайба Bishnu Kumari Waiba, 1937, Дарджилинг, Британская Индия — 1993, Катманду), — непальская писательница-романистка и поэтесса, сыгравшая важную роль в становлении современной непальской литературы.
За свою жизнь написала много стихов и рассказов, а также десять романов, включая «Человек незрелого возраста» и «Голубую мимозу», отмеченную престижной премией «Мадан Пураскар» — Паризат стала первой женщиной, получившей эту награду. Её творчество отображало личный опыт и марксистско-феминистические взгляды.

## Ранние годы и образование
Бишну Кумари Вайба (этноним Вайба является подгруппой народа таманга) родилась в 1937 году на горной станции в Дарджилинге (Британская Индия), известном своими чайными садами. Её мать, Амрит Моктан, умерла, когда будущая писательница была очень маленькой, и её воспитывали отец (доктор К. Н. Вайба), бабушка и дедушка.
Родина Паризат, индийский Дарджилинг, является крупным центром непальского языка, культуры и литературы. В Дарджилинге проживают непальцы, говорящие на том же языке, что и их соотечественники в самом Непале, так что Бишну Кумари Вайба с раннего детства была неразрывно связана с непальской литературой, к которой проявляла большой интерес. Её псевдоним — Паризат — означает на непальском ночной жасмин, имеющий большое религиозное значение.
Закончив часть своего обучения в Дарджилинге, Паризат поселилась в столице Непала Катманду в 1954 году. Там она продолжила обучение в школе Падма Канья и получила степень бакалавра искусств (то есть гуманитарных наук). Таким образом, она стала одной из немногих непальских литераторов, получивших формальное образование в сфере английской филологии и литературы. Была приглашена в Университет Трибхувана.
Паризат рано начала страдать от физических недугов и в возрасте 26 лет была частично парализована. Она оставалась незамужней, пережив из-за неудачи в личной жизни период депрессии. Большую часть жизни за ней ухаживала сестра.

## Творчество

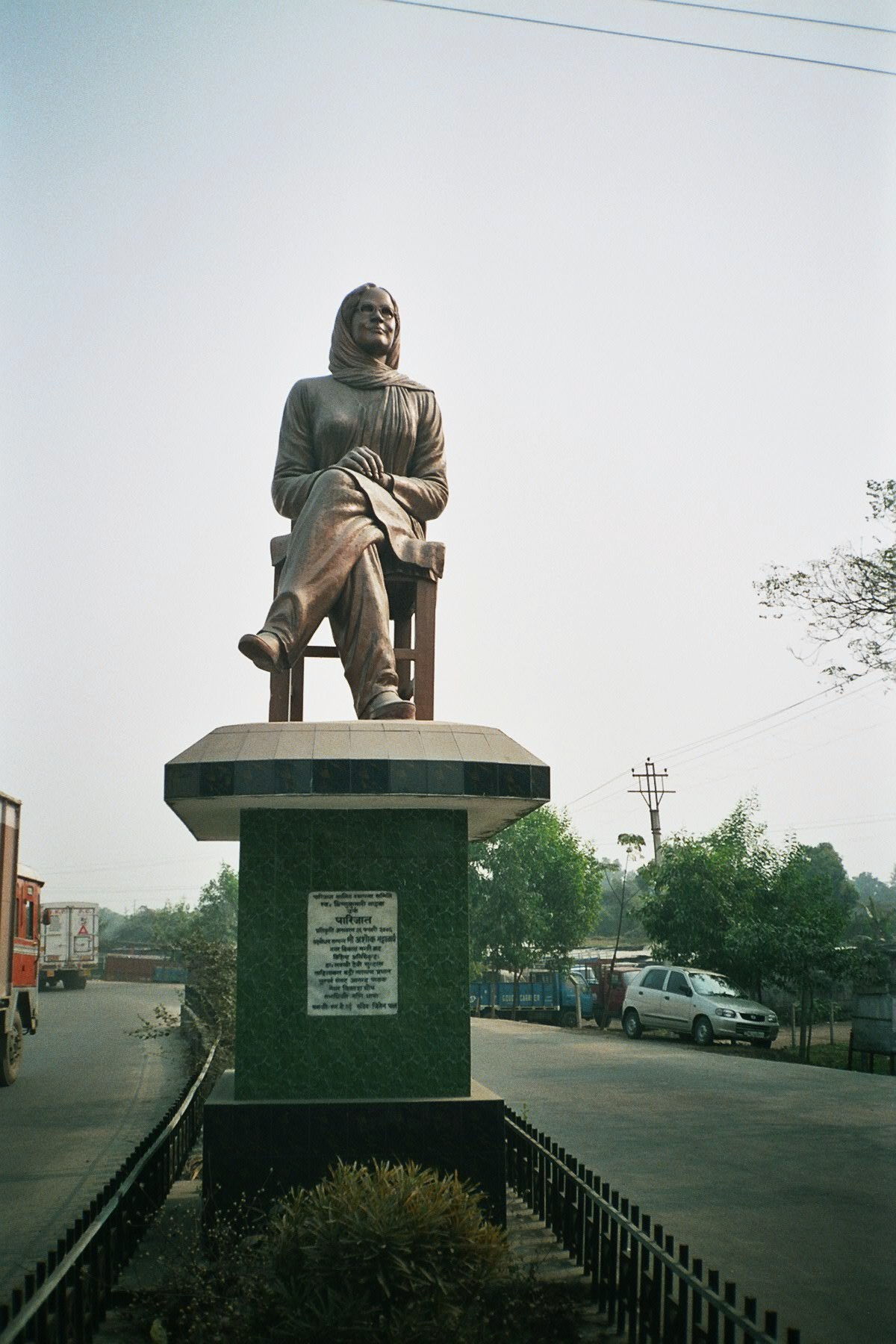
Статуя Паризат в Силигури, Западная Бенгалия, Индия.

Первое стихотворение опубликовала в 1959 года, когда училась в Катманду, в газете «Дхарти», где начинала свою литературную карьеру. Всего она выпустила три поэтических сборника: «Аканша», «Париджат ка кавита» и «Байсалу бартаман», — однако больше всего известна как романистка; также писала малую прозу. Её первым рассказом был «Майле Наджанмаеко Чхоро».
Написала десять романов, из которых наибольшую популярность приобрёл роман «Голубая мимоза» («Шириш Ко Пхул», «Shiris Ko Phool», 1965). За этот роман писательница получила премию «Мадан Пураскар» (премия за лучшую книгу года). Английский перевод книги был включён в учебную программу по литературе Мэрилендского университета. Писательница также была отмечена наградами «Сарварешетху Пандулипи Пураскар», «Гандаки Басунахара Пураскар» и «Бридабрит».
Помимо написания романов, рассказов, стихов, статей и т. д., она в 1966 году также возглавила литературное движение «Ральфа» (राल्फा आन्दोलन) — группу деятелей культуры левых взглядов, выступавших с критикой монархической панчаятской системы 4. Сыграла важную роль в создании местной версии индийского Движения прогрессивных писателей (Pragatisheel Lekhak Sangh) и работала в Национальной комиссии по правам человека (Nepal Manav Adhikar Sangathan) и Всенепальской ассоциации женщин (Akhil Nepal Mahila Sanch), связанной с Коммунистической партией Непала.
Паризат считалась самой известной писательницей страны и самым влиятельным феминистическим голосом в непальских литературных кругах. Занимаясь литературой, она также пыталась поддерживать общественную деятельность и инициировала такие начинания, как Миссия помощи заключённым.
Паризат сотрудничала с бенгальскими поэтами и художниками из движения «Голодное поколение»; некоторые из них в 1960-х годах останавливались в Катманду на несколько месяцев и посещали её — Малай Рой Чоудхури, Субимал Басак, Анил Каранджай, Самир Ройчудхури.